# Eisschnelllauf-Vierkampf-Weltmeisterschaft der Damen 1993
Die Eisschnelllauf-Vierkampf-Weltmeisterschaft der Damen 1993 wurde Anfang Februar 1993 in Berlin ausgetragen.
Bei der Veranstaltung wurden Damenwettbewerbe über die 500-Meter-, 1500-Meter-, 3000-Meter- und 5000-Meter-Strecke durchgeführt. Gunda Niemann wurde bei den dritten Weltmeisterschaften in Folge Titelträgerin. Im Einzelnen kamen die folgenden Ergebnisse zustande.

## Ergebnisse

### 500 Meter
| Platz | Name          | Land       | Zeit    |
| ----- | ------------- | ---------- | ------- |
| 1     | Quiaobo Ye    | China      | 40,41 s |
| 2     | Sun-Hee You   | Südkorea   | 41,26 s |
| 3     | Emese Hunyady | Österreich | 41,31 s |

6. Gunda Niemann (Deutschland/Erfurt)(41,80), 16. Heike Warnicke (Deutschland/Erfurt)(42,82), 19. Claudia Pechstein (Deutschland/Berlin)(42,89)

### 1500 Meter
| Platz | Name           | Land/Ort           | Zeit        |
| ----- | -------------- | ------------------ | ----------- |
| 1     | Gunda Niemann  | Deutschland/Erfurt | 2:06,60 min |
| 2     | Emese Hunyady  | Österreich         | 2:06,67 min |
| 3     | Heike Warnicke | Deutschland/Erfurt | 2:08,41 min |

17. Claudia Pechstein (2:12,40 min)

### 3000 Meter
| Platz | Name           | Land               | Zeit        |
| ----- | -------------- | ------------------ | ----------- |
| 1     | Gunda Niemann  | Erfurt             | 4:23,15 min |
| 2     | Heike Warnicke | Deutschland/Erfurt | 4:23,64 min |
| 3     | Emese Hunyady  | Österreich         | 4:26,59 min |

8. Claudia Pechstein (4:32,60 min)

### 5000 Meter
| Platz | Name           | Land               | Zeit        |
| ----- | -------------- | ------------------ | ----------- |
| 1     | Gunda Niemann  | Erfurt             | 7:25,83 min |
| 2     | Carla Zijlstra | Niederlande        | 7:32,38 min |
| 3     | Heike Warnicke | Deutschland/Erfurt | 7:33,48 min |

8. Claudia Pechstein (7:49,83 min)

### Endstand
| Platz | Name           | Land               | Punkte               |
| ----- | -------------- | ------------------ | -------------------- |
| 1     | Gunda Niemann  | Erfurt             | 172,441 (Bahnrekord) |
| 2     | Emese Hunyady  | Österreich         | 174,113              |
| 3     | Heike Warnicke | Deutschland/Erfurt | 174,911              |

9. Claudia Pechstein (179,439)

## Quelle
- Ergebnisse ohne Bundesligen, Sport-Bild vom 10. Februar 1993, S. 61